# حروف التعليل
فإن حروف المعاني في اللغة العربية بابها مطرد شائع، تنفرد بها عن غيرها من اللغات، ومن هذه الحروف حروف التعليل؛ إذ على الرغم من وجود حروف اختصت في أصل اللغة بالتعليل غير أنها اتسعت وضمنت حروفًا أخرى معنى التعليل. وهم:
1. ما دل على التعليل بطريق الأصالة
2. ما دل على التعليل بطريق التضمين
3. ما اختلف في دلالته على التعليل بين العلماء
4. ما شذَّ في دلالته على التعليل ورده الجمهور

## ما دل على التعليل بطريق الأصالة
- الفاء عاطفة، و قد تدل على معنى السبب والعلة في حالتين:
  - عاطفة للمفردات الصفات، وقد يلازمها في هذه الحالة السبب مع الترتيب، مثل

1. قوله تعالى ﴿آكِلُونَ مِن شَجَرٍ مِّن زَقُّومٍ * فَمَالِئُونَ مِنْهَا الْبُطُونَ * فَشَارِبُونَ عَلَيْهِ مِنَ الْحَمِيمِ * فَشَارِبُونَ شُرْبَ الْهِيمِ﴾
2. قوله تعالى ﴿يَا أَيُّهَا الإِنْسَانُ إِنَّكَ كَادِحٌ إِلَى رَبِّكَ كَدْحًا فَمُلاقِيهِ﴾
3. قول الشاعر

- - عاطفة للجمل، مثل

1. قوله تعالى ﴿وَأَنزَلَ مِنَ السَّمَاءِ مَاءً فَأَخْرَجَ بِهِ مِنَ الثَّمَرَاتِ رِزْقًا﴾

- كي التعليلية

1. قوله تعالى ﴿كَيْ نُسَبِّحَكَ كَثِيرًا﴾

- لام التعليل

1. '[من ]أريد لأنسى ذكرها فكأنماتمثل لي ليلى بكل سبيل

- اللام في (لكي)

1. جئتُ لكي أراك.[1]

## ما دل على التعليل بطريق التضمين
و يشمل هذا المطلب أحرفًا لها معانٍ أصلية، ولها أكثر من معنى، كبعض حروف الجر. هذه الأحرف قد ضمنت معنى التعليل، وهي (الباء، وحتى، وعلى، وعن، وفي، واللام، ومِنْ)، مثل الحديث النبوي: «دَخَلَتِ امْرَأَةٌ النَّارَ في هِرَّةٍ رَبَطَتْهَا، فَلَمْ تُطْعِمْهَا، ولَمْ تَدَعْهَا تَأْكُلُ مِن خَشَاشِ الأرْضِ».

## ما اختلف في دلالته على التعليل بين العلماء
وهي ( إذ، وأو، وكما، وكأن و لعلَّ)، مثل قول الشاعر:

## ما شذَّ في دلالته على التعليل ورده الجمهور
وهذه الحروف هي (بيد، ولام الجحود، والواو)، مثل قول الشاعر: